# Torremayor
Torremayor je španělská obec situovaná v provincii Badajoz (autonomní společenství Extremadura).

## Poloha
Obec je vzdálena 8 km od města Montijo, 22 km od Méridy a 45 km od města Badajoz. Patří do okresu Tierra de Mérida - Vegas Bajas a soudního okresu Montijo. Obcí prochází silnice EX-209.

## Historie
V roce 1834 se obec stává součástí soudního okresu Mérida. V roce 1842 čítala obec 103 usedlostí a 510 obyvatel.

## Odkazy

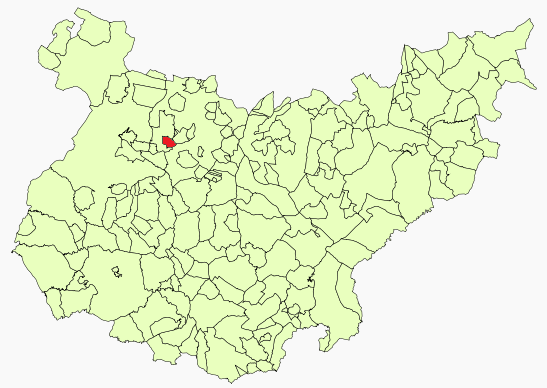
Poloha obce v provincii Badajoz

## Demografie
| Populace obce Torremayor z let (1842–2010) | Populace obce Torremayor z let (1842–2010) | Populace obce Torremayor z let (1842–2010) | Populace obce Torremayor z let (1842–2010) | Populace obce Torremayor z let (1842–2010) | Populace obce Torremayor z let (1842–2010) | Populace obce Torremayor z let (1842–2010) | Populace obce Torremayor z let (1842–2010) | Populace obce Torremayor z let (1842–2010) | Populace obce Torremayor z let (1842–2010) | Populace obce Torremayor z let (1842–2010) | Populace obce Torremayor z let (1842–2010) | Populace obce Torremayor z let (1842–2010) | Populace obce Torremayor z let (1842–2010) | Populace obce Torremayor z let (1842–2010) | Populace obce Torremayor z let (1842–2010) | Populace obce Torremayor z let (1842–2010) | Populace obce Torremayor z let (1842–2010) |
| ------------------------------------------ | ------------------------------------------ | ------------------------------------------ | ------------------------------------------ | ------------------------------------------ | ------------------------------------------ | ------------------------------------------ | ------------------------------------------ | ------------------------------------------ | ------------------------------------------ | ------------------------------------------ | ------------------------------------------ | ------------------------------------------ | ------------------------------------------ | ------------------------------------------ | ------------------------------------------ | ------------------------------------------ | ------------------------------------------ |
| 1842                                       | 1857                                       | 1860                                       | 1877                                       | 1887                                       | 1897                                       | 1900                                       | 1910                                       | 1920                                       | 1930                                       | 1940                                       | 1950                                       | 1960                                       | 1970                                       | 1981                                       | 1991                                       | 2001                                       | 2010                                       |
| 510                                        | 607                                        | 632                                        | 532                                        | 608                                        | 666                                        | 694                                        | 787                                        | 756                                        | 847                                        | 990                                        | 1 193                                      | 1 731                                      | 1 441                                      | 1 040                                      | 1 100                                      | 1 034                                      | 1 011                                      |

## Podnebí
Podnebí je zde vnitrozemské středozemní s průměrnou teplotou v zimě 6,9 °C. Minima sahají k -12 °C. V létě je průměrná teplota 26,4 °C a maxima dosahují 40 °C.